# Styloleptus nigricans
Styloleptus nigricans es una especie de escarabajo longicornio del género Styloleptus, tribu Acanthocinini, subfamilia Lamiinae. Fue descrita científicamente por Fisher en 1935.

## Descripción
Mide 2,5-4 milímetros de longitud.

## Distribución
Se distribuye por Puerto Rico.